# 四天王寺東中学校・高等学校
四天王寺東高等学校・中学校（してんのうじひがしこうとうがっこう・ちゅうがっこう）は、大阪府藤井寺市に所在し、中高一貫教育を提供する私立中学校・高等学校。

## 概要
中学校はもともと四天王寺学園小学校（現・四天王寺小学校）の児童が小中一貫教育を受けるための進学先として2014年4月1日に四天王寺学園中学校の名称で新設された。しかし小中一貫教育の廃止が決定し、2017年に小学校が現校名に改称して独立すると、これに伴い中学校は高等学校を開校することで中高一貫校となった。2020年には同法人の四天王寺中学校・高等学校との混同を回避するために四天王寺東に校名変更している。
上記経緯から、中学校開校当初は小学校と同じ制服を採用していたが、現在は中高で共通のデザインの制服（ネクタイの色が中高で異なる）を採用している。なお、四天王寺小学校の児童の受け入れは推薦入学制度として今もなお存続しているものの、小学校の卒業生の大半が四天王寺中学校や他の私立中学校に進学するため、両校の交流はほとんどない。

## 沿革
- 2012年12月26日 - 大阪府私立学校審議会により四天王寺学園中学校設置認可が適当であると答申される[1]
- 2014年4月1日 - 四天王寺学園中学校開校
- 2017年4月1日 - 四天王寺学園高等学校開校
- 2020年4月 - 四天王寺東高等学校・中学校に改称

## 年間行事
この項目では特色のある行事のみを記載する。
- 4月 - 花祭り・新入生授戒会
- 6月 - スポーツ大会（体育祭・球技大会）
- 7-8月 - 夏期特別講習
- 9月 - 文化祭
- 10月 - 校外学習、修学旅行（中学校第3学年）
- 11月 - 英語スピーチコンテスト
- 12月 - 冬期特別講習
- 2月 - 音楽祭、学園創立記念日
- 3月 - 春期特別講習

### 高等学校におけるコース
※令和2年度よりコース名、カリキュラムが変更され、全コースにおいて四天王寺東中学校からの内部生と外部生が混合編成となり、内部生のみのコースはなくなった。
- Ⅲコース - 難関国公立・私立大学を目指すコース。2年進級時に文系・理系5教科型を選択できる。
- Ⅱコース - 国公立・難関私立大学を目指すコース。2年進級時に文系・理系3教科型を選択できる。
- Ⅰコース - 有名私立大学を目指すコース。2年進級時に文系3教科型を選択できる。

全コースにおいて、四天王寺大学・四天王寺大学短期大学部に優先入学制度が充実している。
高校2年進級時に、本人の希望や適性に応じてコース変更が可能。

## 教育内容

### 中高一貫制
前期2年間の基礎力養成期間（中学校の第1学年及び第2学年）、中期3年間の実力養成期間（中学校第3学年並びに高等学校の第1学年及び第2学年）、後期1年間の実践力養成期間（高等学校第3学年）に区分する「2-3-1制」を採用する。中学校第3学年で高等学校第1学年の一部を先取りし、高校進学後に内容をスムーズに理解できるようにする。また四天王寺東高等学校に内部進学する場合は中学3年間の学習成果を試すため、高校入試を受験する。(不合格になることはない。)

### 知育
中学校では、週間授業時間数が34単位、演習授業が2単位時間配当されている。放課後個別指導とe-トレーニング（IT方式の個別学習）に基づく学習方法・学習習慣の確立を目指すとともに、長期休暇中特別講習が行われる。

### 徳育
仏教に基づいた徳育を行っている。具体的にはガレリア、瞑想、仏教の時間、宿泊学習、新入生授戒会、礼拝時間、講堂特活があり、仏教の時間は、全学年週1単位時間開設する。

### 体育
クラブ活動及び学校給食を通じて体力育成を行う。
校内には、人工芝のグラウンド、武道場、体育館、プールが設置されている。中学校では学校給食を導入するが、高等学校では食堂利用や弁当持参を計画している。次に掲げるクラブを設置。
- 運動部 - サッカー部・テニス部・バスケットボール部・剣道部・卓球部・スキー部・女子バドミントン部(女子)・ソフトボール部(男子)・チアリーディング部(女子)
- 文化部 - 自然科学部・クッキング部・演劇部・放送部・コンピュータサイエンスロボット部・鉄道研究部・クイズ研究部・音楽部・軽音楽部・経済ゼミ部・イラスト部・茶道部
- 同好会 - 男子バドミントン同好会(男子)

※部活によっては高等学校の生徒のみの入部に限定しているものもある。

## 校内設備
校舎は7階建てであり、各階は次のような構造になっている。
- 1階 - 中学校図書室、屋内運動場、ガレリア
- 2階 - 普通教室、武道場、オープンスペース
- 3階 - 普通教室、以和貴ホール（高校食堂）、メディア教室、教員室
- 4階 - 普通教室、屋上運動場、予備教室
- 5・6階 - 屋上広場、芸術科教室（美術・工芸に分かれる）、家庭科教室（被服）、理科教室（化学・生物に分かれる）、選択教室
- 7階・屋上 - 大型天文観察施設、理科教室（物理）、芸術科教室（音楽）、家庭科教室（調理）

## 交通アクセス
- 近鉄南大阪線藤井寺駅南口から徒歩3分[7]